# Faramea polytriadophora
Faramea polytriadophora är en måreväxtart som beskrevs av Cornelis Eliza Bertus Bremekamp. Faramea polytriadophora ingår i släktet Faramea och familjen måreväxter.
Artens utbredningsområde är Guyana. Inga underarter finns listade i Catalogue of Life.